# 奥克曼 (阿拉巴马州)
奥克曼（英文：Oakman），是美国阿拉巴马州下属的一座城市。面积约为3.08平方英里（约合7.98平方公里）。根据2010年美国人口普查，该市有人口789人，人口密度为256/平方英里（约合98.87/平方公里）。